# Aneta Sosnowska
Aneta Sosnowska z domu Bednarczyk (ur. 10 maja 1974) – polska lekkoatletka, płotkarka, mistrzyni i reprezentantka Polski.

## Kariera sportowa
Była zawodniczką Skry Warszawa.

### Mistrzostwa Polski
Na mistrzostwach Polski seniorów na otwartym stadionie zdobyła trzynaście medali, w tym dziewięć w biegu na 100 metrów ppł: da złote: dwa złote - w 2000 i 2001, pięć srebrnych - 1996, 1997, 1998, 2002 i 2003 i dwa brązowe - w 1993 i 1995, a także cztery w sztafecie 4 x 100 metrów: srebrny w 1995 i trzy brązowe - w 1991, 1996 i 1997.  Na halowych mistrzostwach Polski seniorek zdobyła sześć medali w biegu na 60 m ppł: trzy złote - w 2000, 2001 i 2002 oraz trzy srebrne - w 1996, 1997 i 1998.

### Starty międzynarodowe
Reprezentowała Polskę na juniorskich i seniorskich mistrzostwach świata i Europy, w biegu na 100 m ppł. Wystąpiła na mistrzostwach Europy juniorów w 1991 (odpadła w półfinale, z czasem 14,14, mistrzostwach świata juniorów w 1992 (odpadła w półfinale, z wynikiem 13,94 i mistrzostwach Europy juniorów w 1993, zajmując 4. miejsce, z czasem 13,77, mistrzostwach świata seniorów w 1997 (odpadła w eliminacjach, z wynikiem 13,28 i mistrzostwach Europy seniorów w 2002 (odpadła w półfinale, z wynikiem 13,04).
Reprezentowała także Polskę w zawodach I Ligi Pucharu Europy w 2000, zajmując 2. miejsce w biegu na 100 m ppł, z czasem 13,38 oraz w zawodach I Ligi Pucharu Europy w 2001, zajmując 2. miejsce w biegu na 100 m ppł, z czasem 13,20.
W 1997 i 1998 zdobyła także złote medale międzynarodowych mistrzostw Izraela w biegu na 100 m ppł. 

## Rekordy życiowe
- bieg na 60 metrów przez płotki (hala) - 8,13 (22.01.2000)[10].

- bieg na 100 metrów przez płotki - 12,96 (18.08.2000) (wiatr - 1,0)[11]